# Henry William St Pierre Bunbury
Henry William St Pierre Bunbury (ur. 2 września 1812, zm. 18 września 1875) – brytyjski wojskowy i podróżnik, młodszy syn generała-porucznika Henry'ego Edwarda Bunbury'ego, 7. baroneta i Louisy Fox, córki generała Henry'ego Edwarda Foksa.

## Życiorys
W 1830 r. wstąpił do 43 regimentu. W 1833 r. został porucznikiem i przeniósł się do 21 regimentu. W 1834 r. wraz z regimentem został przeniesiony do Nowej Południowej Walii. Stacjonował tam do 1835 r., kiedy został przeniesiony na Tasmanię. Po roku pobytu na wyspie został przeniesiony do Australii Zachodniej. Przybył tam w marcu 1836 r. Stacjonował w Yorku, Pinjarrze i Busselton. Często podróżował. Założył bazę wojskową w Williams. W grudniu 1836 r. przeszedł trasę Pinjarra-Busselton i z powrotem. W prowadzonym przez siebie dzienniku pozostawił szczegółowy opis swojej trasy oraz zwyczajów napotkanych po drodze Aborygenów. Zwrócił również uwagę na kruszcowe piaski niedaleko obecnych miast Bunbury i Busselton, z których wartości dopiero niedawno zdano sobie sprawę.
Sir James Stirling powierzył w 1837 r. Bunbury'emu stanowisko dowódcy dystryktu Busselton. Bunbury wciąż podróżował po Australii Zachodniej, nim opuścił Australię w listopadzie 1837 r. Kiedy w późniejszych latach założono miasto Bunbury, Stirling nadał mu imię po pułkowniku.
Po opuszczeniu Australii Bunbury został adiutantem generała George'a Thomasa Napiera, który był gubernatorem Kolonii Przylądkowej. W 1849 r. służył w Indiach, następnie walczył w wojnie krymskiej. Z czynnej służby odszedł w 1862 r. w stopniu pułkownika i jako kawaler Orderu Łaźni. Zamieszkał w Marchfield w hrabstwie Berkshire. Zmarł w 1875 r.

## Życie prywatne
30 listopada 1852 r. poślubił Cecilię Caroline Napier (zm. 5 czerwca 1896), córkę generała-porucznika George'a Thomasa Napiera i Margaret Craig, córki Johna Craiga. Henry i Cecilia mieli razem trzech synów:
- Henry Charles John Bunbury (9 stycznia 1855 – 18 grudnia 1930), 10. baronet
- George Edward Bunbury (17 października 1856 – 1943), ożenił się z Beatrice Cottle, miał dzieci
- podpułkownik William St Pierre Bunbury (17 stycznia 1859 – 9 marca 1942), ożenił się z Lilian Ramsay, miał dzieci